# Prix de Hongrie pour les artistes exceptionnels
Le prix de Hongrie pour les artistes exceptionnels (Magyarország Kiváló Művésze díj) est une décoration attribuée par le gouvernement de la Hongrie — l'actuel et ceux l'ayant précédé depuis 1950 —, destinée à récompenser les acteurs, réalisateurs, cinéastes, écrivains, danseurs, chanteurs, peintres, architectes et autres artistes pour leurs réalisations exceptionnelles dans le domaine artistique.

## Récipiendaires
- 1950 : Gizi Bajor
- 1953 : Oszkár Glatz
- 1955 : Hilda Gobbi
- 1959 : Margit Kovács
- 1962 : Zoltán Várkonyi
- 1964 : Manyi Kiss
- 1965 : Márton Keleti
- 1965 : Ernő Szabó
- 1969 : Imre Ráday
- 1973 : János Rajz
- 1978 : Béla Kovács
- 1988 : Dezső Garas
- 2012 : Lenke Szilágyi